# Avalon (Kalifornie)
Avalon je město (city) v okrese Los Angeles County ve státě Kalifornie ve Spojených státech amerických. Žije zde přibližně 3 500 obyvatel. Součástí města, které je turisticky orientovaným letoviskem, je také blízká osada Pebbly Beach. Město Avalon se nachází v jižní části okresu, 79 kilometrů jižně od centra Los Angeles. Leží na ostrově Santa Catalina, přibližně 40 km od kalifornského pobřeží. Ostrov je součástí souostroví Channel Islands v Tichém oceánu, Avalon je na těchto ostrovech jediným samosprávným celkem a také jediným větším sídlem.

## Historie
V roce 1887 koupil ostrov Santa Catalina podnikatel George Shatto, který chtěl využít jeho výhodné polohy a vytvořit z něj turistické středisko. Postavil zde první molo pro lodě z pevniny i první hotel, začala zde vznikat osada pojmenovaná Avalon. Z finančních důvodů ale ostrov po čtyřech letech prodal. Roku 1891 ho koupili bratři Banningové, kteří pokračovali v rozvoji Avalonu coby letoviska – postavili zde nové turistické atrakce, hotely a další budovy a zlepšili dopravu na ostrov.
Městská samospráva byla zřízena v roce 1913. V listopadu 1915 vypukl ve městě požár, který zničil polovinu města, včetně šesti hotelů. Zásadní roli v rozvoji Avalonu coby města i turistického letoviska měl podnikatel William Wrigley, který roku 1919 koupil kontrolní podíl ve společnost Santa Catalina Island Company (založené Banningovými), jež vlastnila ostrov. Wrigley mimo jiné pořídil dva nové parníky sloužící pro přepravu návštěvníků z Los Angeles a nechal postavit nové hotely, atrakce či kruhovou budovu kasina pro společenské události, která vznikla v letech 1928–1929 na okraji avalonského přístavu.